# Aetosauria
Aetosauria („orlí ještěři“) byl klad archosaurních plazů, žijících v období pozdního triasu (asi před 233 až 201 miliony let).

## Paleobiologie
Jejich charakteristikou byl zejména výrazný tělesný "pancíř" ze zkostnatělých destiček osteodermů, který je chránil před útoku predátorů. Byli převážně býložraví, někteří možná také hmyzožraví. Patřili spíše k menším zástupcům archosaurů, délka jednotlivých zástupců se obvykle pohybovala mezi 1 až 4 metry. Mezi největší zástupce patřil rod Desmatosuchus ze Severní Ameriky.
Výzkum lebky étosaurů ukazuje, že se jednalo o tvory s relativně silným stiskem čelistí (zhruba 3600 newtonů), schopné živit se nejen rostlinami, ale i drobnými živočichy.
Podle výzkumů z lokality Kaltental na jihu Německa se zdá být pravděpodobné, že mláďata étosaurů (konkrétně druhu Aetosaurus ferratus z období pozdního triasu) tvořila skupiny a žila společensky (byla gregarická).

## Klasifikace

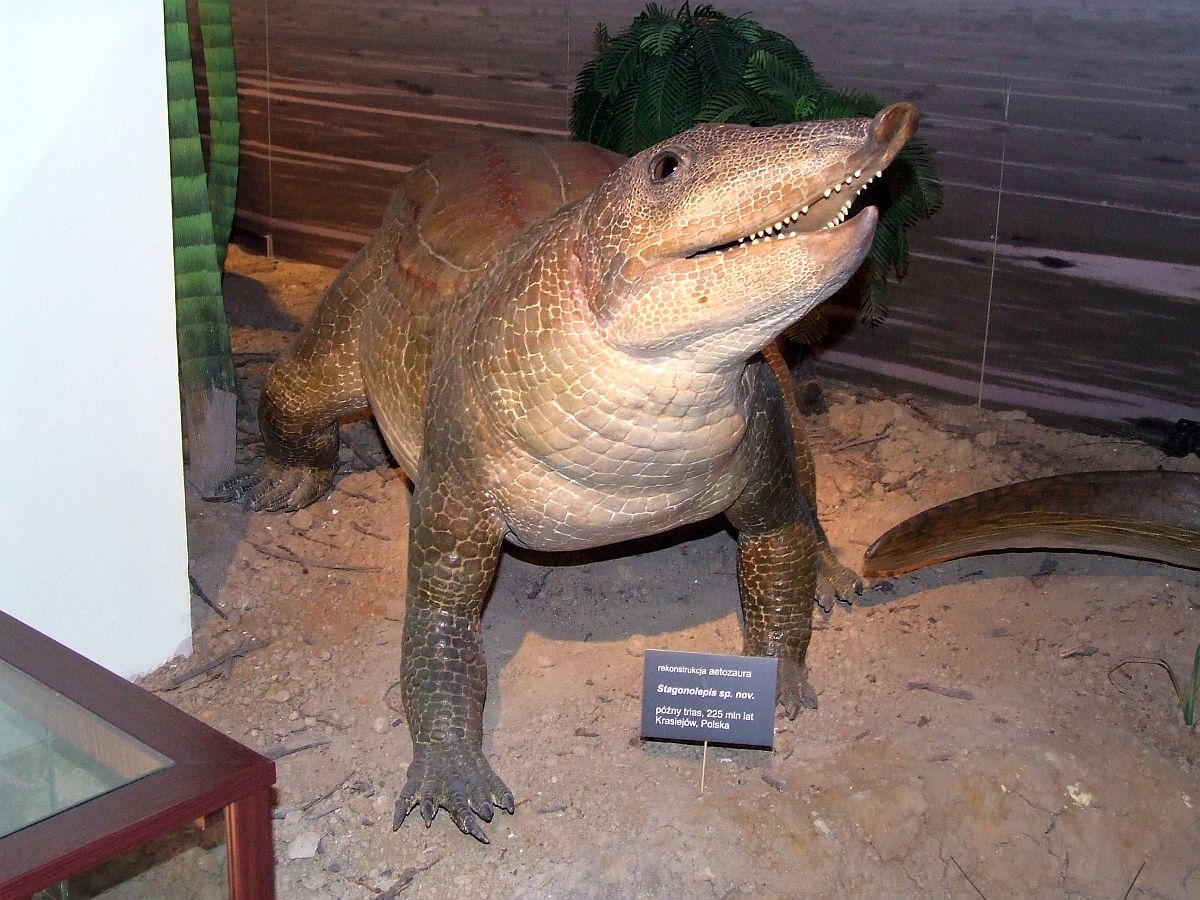
Model druhu Stagonolepis olenkae z Polska.

Zástupci kladu Aetosauria spadají do většího kladu Suchia. Kromě étosaurů spadají mezi archosaury také skupiny Phytosauria, Crocodilia, Rauisuchia, Dinosauria nebo Pterosauria. Relativně dobře známými rody jsou například Desmatosuchus, Stagonolepis, Typothorax nebo Aetosaurus.
Klad poprvé definoval britský paleontolog Richard Lydekker roku 1887, první fosilie zástupců této skupiny však byly známé již od 40. let 19. století.

## Vyhynutí
Všichni nebo přinejmenším výrazná většina étosaurů vyhynula v průběhu hromadného vymírání na přelomu triasu a jury v době před 201,3 miliony let. Přesné příčiny tohoto vymírání nejsou dosud známé, je ale jisté, že se jednalo o událost, díky které se dominantní formou suchozemských živočichů stali na dlouhou dobu 135 milionů let populární dinosauři.